# 크리티컬 라인 알고리즘
크리티컬 라인 알고리즘(critical line algorithm)은 해리 마코위츠가 최적 평균-분산 포트폴리오를 찾아내려고 개발한 알고리즘이다. 크리티컬 라인을 찾기 위해 심플렉스법을 사용한다.